# Griswoldia punctata
Espèce
Synonymes
- Campostichomma punctatum Lawrence, 1942

Griswoldia punctata est une espèce d'araignées aranéomorphes de la famille des Zoropsidae.

## Distribution
Cette espèce est endémique du KwaZulu-Natal en Afrique du Sud,.

## Publication originale
- Lawrence, 1942 : A contribution to the araneid fauna of Natal and Zululand. Annals of the Natal Museum, vol. 10, no 2, p. 141-190.